# Micilus minutissimus
Micilus minutissimus là một loài bọ cánh cứng trong họ Heteroceridae. Loài này được Sahlberg miêu tả khoa học đầu tiên năm 1900.